# ブランデンブルク門駅
ブランデンブルク門駅(ドイツ語: Bahnhof Brandenburger Tor)はベルリンミッテ区にある鉄道駅。ウンター・デン・リンデン通りの地下にあり、2009年8月にウンター・デン・リンデン駅から改称された。ブランデンブルク門への最寄り駅である。Sバーンの1号線、2号線、25号線とUバーンの5号線の駅である。

## 歴史

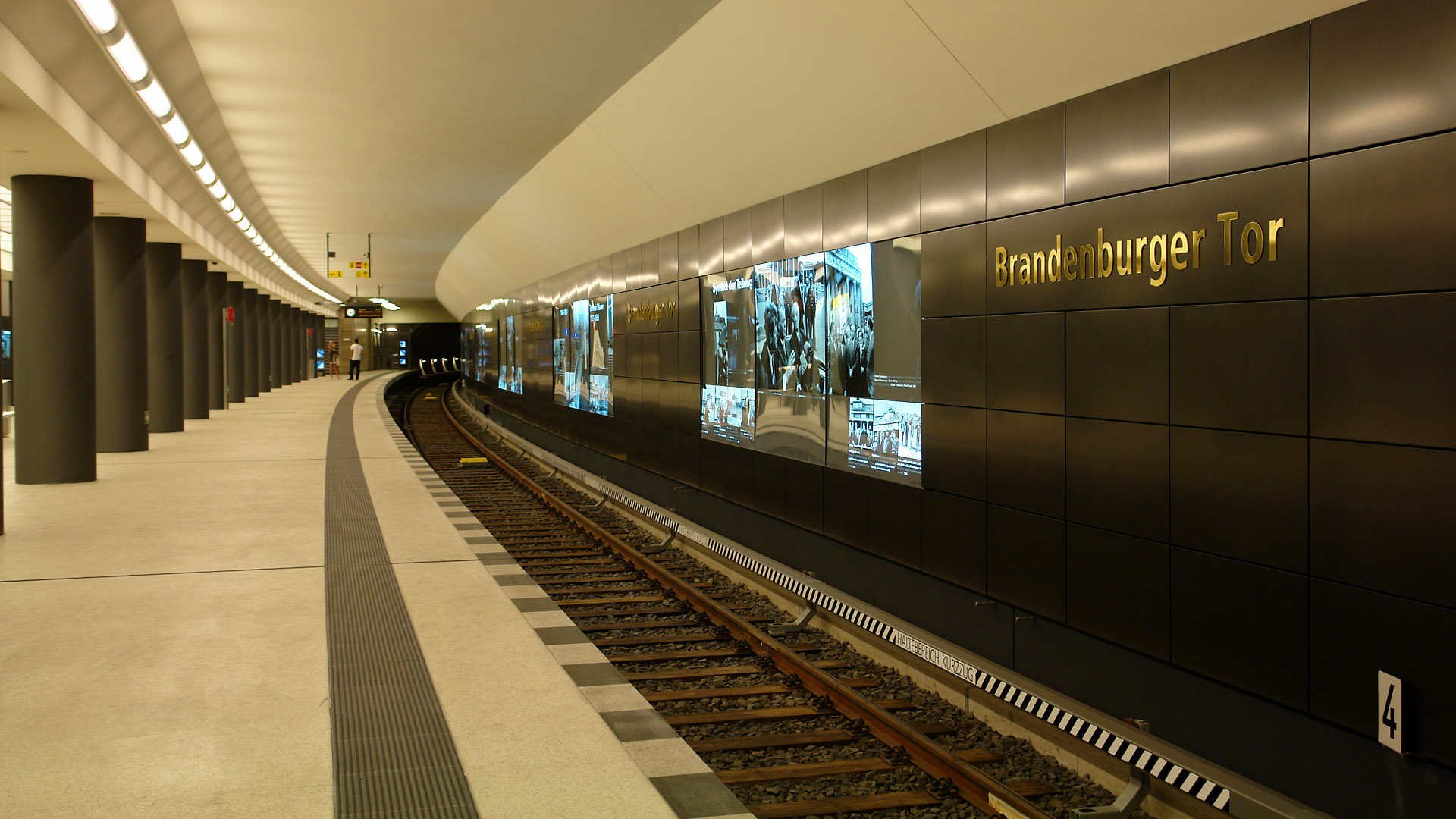
2009年開業のU5号線ホーム

ベルリンオリンピックに合わせ建設が進められた、Sバーン南北トンネルの北半分の完成により、1936年7月27日にウンター・デン・リンデン駅 (Bahnhof Unter den Linden) として開業した。第二次世界大戦末期、ベルリン市街戦の影響により1945年4月21日から1947年12月1日まで営業を停止。再開業後は東ベルリンに位置することになった。1961年8月13日のベルリンの壁の建設に伴い、再び営業を停止し、数十年間にわたって発着駅が西ベルリンの列車が通過するのみの幽霊駅となる。1990年9月1日に営業を再開。2009年8月、新たに接続する地下鉄55号線（現在の5号線）の開業に伴い、現名称に変更された。

## 駅周辺
- ブランデンブルク門
- ウンター・デン・リンデン
- 国会議事堂
- 連邦首相府
- アメリカ大使館
- イギリス大使館
- フランス大使館
- ロシア大使館